# El circo (película de 1928)
El circo (The Circus) es una película muda estadounidense cómica de 1928, dirigida, producida y protagonizada por Charles Chaplin. Gracias a ella, Chaplin ganó un Óscar en 1928. Contó con la actuación de Al Ernest Garcia, Merna Kennedy, Harry Crocker, George Davis y Henry Bergman.
La película fue escrita por Chaplin y por Joseph Plunkett. Entre las películas mudas de mayor recaudación, ocupa el séptimo lugar, con unos ingresos de más de 3,8 millones de dólares en 1928, el año de su estreno.

## Trama
La película muestra al personaje Charlot perseguido por un oficial de policía, que lo confunde con un carterista. Al correr hasta la carpa principal de un circo intentando escapar, los dueños confunden su huida con parte de un número circense. Como ven los beneficios potenciales, Charlot es contratado en el circo, aunque pronto es evidente que no puede ser divertido a propósito, sino solamente de manera espontánea.
En cada función, a causa de su torpeza, desencadena la hilaridad del público y se convierte en la estrella del espectáculo. Charlot se enamora de Merna, hija del director del circo, pero ella prefiere a Rex, el funámbulo. Charlot sabrá aceptar esta decisión y contribuir a su unión antes de abandonar el circo.

## Curiosidades
El cineasta irlandés George Clarke descubrió que en El circo, de 1928, en una escena de los extras sobre la presentación de la película se ve a una mujer hablando y sosteniendo arrimado a la oreja un aparato que Clarke interpreta como un teléfono portátil. Sin embargo, esa interpretación es discutida por otros, que consideran que podría ser un amplificador acústico, como los que se había comenzado a emplear varios años antes.

## Reparto
- Charles Chaplin: Charlot, vagabundo.
- Al Ernest Garcia:[nota 5] dueño del circo y jefe de pista.
- Merna Kennedy:[nota 6] hijastra del dueño, amazona.
- Henry Bergman: payaso viejo.
- Harry Crocker:[nota 7] Rex, funámbulo/utilero descontento/payaso.
- George Davis:[nota 8] mago.
- Stanley Sandford: el jefe de utilería.
- John Rand:[nota 9] ayudante del jefe de utilería/payaso.
- Steve Murphy:[nota 10] descuidero.

## Producción
La producción de la película fue una experiencia difícil en la carrera de Chaplin. Hubo varios problemas y retrasos, se produjo un incendio en el estudio, el fallecimiento de la madre de Chaplin, así como el amargo divorcio de la segunda esposa de Chaplin, Lita Grey, y a todo ello se unía la reclamación de la Agencia federal de recaudación fiscal, que sostenía que Chaplin debía impuestos. Todos estos problemas llevaron a que el rodaje se estancara durante ocho meses.

## Música
La película fue reelaborada por Chaplin y Hanns Eisler en 1948; sin embargo, fue Günter Kochan quien escribió finalmente la partitura para la música de la película.
Chaplin escribió la letra de la música y cantó él mismo los títulos para el reestreno en 1970.[cita requerida]

## Premios de la Academia
Chaplin fue candidato a tres Premios Óscar en 1928, pero la Academia lo retiró de los premios en competencia[cita requerida] al entregarle un Óscar honorífico. La Academia ya no enumera las candidaturas en su lista oficial, pero consta en la mayoría de las listas extraoficiales como nominado para los Óscar a mejor director, mejor actor y mejor argumento.
| Premio           | Motivos                                                          |
| ---------------- | ---------------------------------------------------------------- |
| Óscar honorífico | A Ch. Chaplin por actuar, escribir, dirigir y producir El circo. |